# Ван Треслонг, Виллем Блойс
Виллем Блойс ван Треслонг (нидерл. Willem Bloys van Treslong; 1529, Брилле — 17 июля 1594, Лейден) — адмирал, один из лидеров голландского освободительного движения, командовавший силами морских гёзов. Вместе с Виллемом II де ла Марком 1 апреля 1572 года взял город Брилле (в котором родился), что способствовало возобновлению борьбы Нидерландов за независимость от Испании.

## Биография

### Происхождение
Виллем Блойс ван Треслонг происходил из семейства ван Треслонг — одного из самых влиятельных семейств Фландрии, Эно и Голландии. Его отец Яспер Блойс ван Треслонг (нидерл. Jasper Blois van Treslong) был бальи Ворне. Мать — Катерина Ум ван Вейгарден (нидерл. Catherina Oem van Wijngaarden).

### Деятельность
Военная карьера ван Треслонга начиналась в составе испанского флота. Однако, как многие другие представители дворянства, он был в числе тех, кто отправился ко двору Маргариты Пармской в 1567 году с требованиями урегулировать кризис, что разрастался в стране на религиозной почве. В конечном итоге их требования не были выполнены, и Виллем Блойс, оставив испанскую службу, присоединился к отрядам гёзов.
В 1568 он сражался против испанских войск в рядах повстанцев в битве при Гейлигерлее, которая завершилась победой последних.
Граф Эдцард II сеньор Эмдена по требованию своего сюзерена арестовал корабли морских гёзов. Со временем он снял арест и вернул им их транспорт, чему не в последнюю очередь способствовал тот факт, что повстанцы тратили в его городе награбленное. Однако, чтобы не впасть в опалу к своему сюзерену граф Эдцер приказал взять под стражу одного из самых известных капитанов гёзов, которым оказался — Виллем Блойс ван Треслонг. Его арест длился 14 дней, после чего он был освобожден под залог и обещание не покидать территорию города. Едва выйдя на свободу ван Треслонг сбежал на небольшом корабле и присоединился к гёзам.
В дальнейшем Виллем Блойс поступил под командование Виллема II де ла Марка. Последний вернулся из германских земель после изгнания, привезя с собой каперское разрешение от Вильгельма I Оранского. Занимаясь грабежом судов, часть захваченных ценностей они были вынуждены пересылать принцу Оранскому, финансируя таким образом его дипломатическую и мобилизационную деятельность.
Флот гёзов базировался в английских портах, но в марте 1572 года королева Елизавета I отказала им в этой поддержке, и эскадра из 22 судов покинула гавань Дувра, причём даже не успев запастись всем необходимым для плавания. Чтобы исправить это положение, было решено произвести высадку в Энкхёйзене и запастись необходимым провиантом. Однако реализации этого плана помешал встречный ветер, который заставил де ла Марка повернуть корабли на юг, и, таким образом, 1 апреля флот оказался в прибрежных водах Брилле. Защитники города при виде эскадры бежали, и морские гёзы заняли его без боя.
Именно Виллем Блойс ван Треслонг настоял на том, чтобы не сниматься с якоря и отправляться в дальнейшее плавание, а оставаться в этом городе и тем самым организовать бастион для борьбы с силами герцога Фернандо Альбы.
В 1573 году ван Треслонг был произведен в адмиралы Голландии с последующим назначением на должность адмирала Зеландии в 1576 году. Убийство Вильгельма I Оранского в 1584 году лишило ван Треслонга могучего покровителя. В 1585 году он находился в Мидделбурге, где разрабатывал план по снятию испанской осады Антверпена. Разногласия с членами Адмиралтейства привели к тому, что в 1585 году ван Треслонг был арестован и заключен в тюрьму. Заточение проходило, по некоторым версиям, в городе Гравенштейн (нидерл. Gravensteijn). В 1592 году, в частности благодаря ходатайству Роберта Дадли, графа Лестера, и королевы Англии Елизаветы I, он вышел на свободу. В этом же году поступил на службу под командование принца Морица Оранского. В 1593 году шведский король Карл XI произвёл ван Треслонга в генералы. Вскоре ван Треслонг оставил военную службу и последние годы жизни, как и его отец ранее, занимал должность бальи в графстве Голландия. Умер Виллем Блойс ван Треслонг 17 июля 1594 года в три часа дня в семейной усадьбе Звитен в Лейдене.

### Семья
Виллем Блойс ван Треслонг был женат дважды:
- Адриана ван Эгмонд (нидерл. Adriana van Egmond ). В этом браке был рожден один сын — Яспер Блойс ван Треслонг (нидерл. Jasper Blois van Treslong) (1490 -?)[12][13];
- Вильгельмина Каарл (нидерл. Wilhelmina Kaarl). В этом браке была рождена одна дочь — Сюзанна ван Блойс ван Треслонг (нидерл. Susanna van Blois van Treslong)[13][14]